# 정보심리학
정보심리학(영어: Psychology of Information)은 정보기술에 심리학의 이론들이나 방법론이 적용되는 과정과 내용, 역사를 살펴보는 인지과학의 한 분야이다. 정보기술행위의 과정속에서 인간이 수행하는 다양한 문제들을 포함한다.
이것들은 다음을 포함한다.
1. 인공두뇌학
  - 사이버네틱스
2. 기능주의 심리학이 초기 컴퓨터 설계에 기본이된 이론적 기반
  - 튜링 머신
3. 객체 지향형 모델에서 사용하는 이론적 모델
4. 인공지능의 구현 방법론
  - 구성주의 방식으로 인공지능을 구현하려는 노력으로 기호 (symbolic)기반의 인공지능 연구가 되살아난 계기가 되었다.
  - 인지주의 방식으로 인공지능을 구현하려는 노력
  - 지도학습, 준지도 학습, 강화학습, 자율학습의 개념적 설계에 기반을 둔 인공지능 구현 기술들
  - 신경망의 동작 방법에 따른 심층 신경망 기술의 인공지능 적용
5. 프로그래밍 심리학 : 프로그래밍을 작업하는 과정에서 인간(개인과 집단, 리더)이 경험하는 심리적 문제를 다루는 영역
  - 개인의 행위에 초점을 맞추는 영역
  - 사회적 활동으로 바라보는 영역
  - 개인의 작업의 다양성과 작업수준에 대한 행위로 보는 영역
  - 프로그래밍 도구적 관점으로 보는 영역